# Богунський провулок (Київ)
Богу́нський прову́лок — провулок у Голосіївському районі міста Києва, місцевість Забайків'я. Пролягає від Байкової вулиці до Забайківської вулиці. 
Прилучаються Гайдамацька і Богунська вулиці.

## Історія
Провулок виник у 2-й половині XIX століття, спочатку мав назву Венедиктовська вулиця. Приблизно 1913 року отримав назву Лермонтовська вулиця (зараз існує інша Лермонтовська вулиця).
Сучасна назва на честь героя визвольної війни українського народу Івана Богуна — з 1955 року.